# Anisodes eos
Anisodes eos är en fjärilsart som beskrevs av Louis Beethoven Prout 1916. Anisodes eos ingår i släktet Anisodes och familjen mätare. Inga underarter finns listade i Catalogue of Life.